# Nan Leslie
Nan Leslie o Nan Coppage (4 de junio de 1926 – 30 de julio de 2000) fue una actriz cinematográfica y televisiva estadounidense. Fue conocida por su papel de Martha McGivern en treinta y siete episodios de la primera temporada, emitida entre 1957 y 1958, de la serie televisiva de la NBC de género western The Californians.

## Biografía
Su nombre completo era Nanette June Leslie, y nació en  Los Ángeles, California, siendo sus padres Frank M. Leslie y Alma H. Turner. Nan Leslie cursó estudios en la Escuela Preparatoria University (Los Ángeles).

### Trabajo en el western
Nan Leslie actuó con frecuencia de producciones del género western. Así, trabajó junto a Sean McClory en la serie televisiva The Californians. En el show actuaban también Richard Coogan, Herbert Rudley y Adam Kennedy.
Antes de The Californians, Leslie rodó tres películas en 1947, The Woman on the Beach, con Robert Ryan y Joan Bennett, y dos producciones basadas en novelas western de Zane Grey y protagonizadas por Tim Holt: Under the Tonto Rim y Wild Horse Mesa.
Su carrera de actriz se había iniciado con papeles sin créditos en 12 películas, la primera de ellas Under Western Skies (1945). Su primer papel con créditos fue el de Jane Preston en el film de 1946 Sunset Pass, protagonizado por James Warren.

Su primer papel televisivo como actriz invitada llegó en 1949 en la serie de la ABC The Lone Ranger. En 1955 ya había hecho ocho actuaciones en dicha serie. Entre 1950 y 1955 intervino en cuatro episodios de programa de la CBS The Gene Autry Show. Otros shows en los que actuó fueron The Roy Rogers Show (de la NBC, dos episodios), Death Valley Days (serie en redifusión presentada por Stanley Andrews), Hopalong Cassidy (un episodio), The Range Rider (dos episodios en 1952 y 1953), y Annie Oakley (1954, con Gail Davis. Ella había conocido a Davis hacia 1945 en los estudios de RKO Pictures, entablando ambas una gran amistad que duraría hasta la muerte de Davis en 1997.
Entre 1953 y 1955, Leslie participó en cinco episodios de dos series western en redifusión, The Adventures of Kit Carson y The Cisco Kid, y en 1956 intervino en tres capítulos de la producción de la ABC Las aventuras de Rin tin tin.
Otras series televisivas western en las que participó Leslie fueron Broken Arrow (de la ABC, 1957), Dick Powell's Zane Grey Theater (1957), Wanted: Dead or Alive (1959, con Steve McQueen), Fury (de la NBC, dos episodios, en 1958 y 1959, con Peter Graves), Shotgun Slade (1959, con Scott Brady), y Wichita Town (de la NBC, con Joel McCrea).

### Papeles dramáticos
Leslie actuó, así mismo, en producciones televisivas dramáticas. Algunas de ellas fueron The Public Defender (1954), The Millionaire (CBS, 1955, producida por Don Fedderson), Behind Closed Doors (NBC), The Lineup (CBS, con Warner Anderson y Tom Tully, tres episodios), M Squad (NBC, con Lee Marvin, dos capítulos), Circus Boy (1957), The Gray Ghost (1957, con Tod Andrews), Code 3 (1957), y Richard Diamond, Private Detective (CBS, 1958, con David Janssen y Sean McClory, su compañero en The Californians).

### Últimos años
En 1960, la carrera de Leslie empezó a decaer. Aun así, actuó en Lassie (CBS, dos episodios), Riverboat (NBC, 1960, con Darren McGavin), Thriller (NBC, 1960, presentada por Boris Karloff), Coronado 9 (1961, con Rod Cameron), Pete and Gladys (sitcom de CBS con Harry Morgan y Cara Williams), The Tall Man (1961), The Jack Benny Program (CBS, dos episodios), Perry Mason CBS, con Raymond Burr, dos episodios), This Is the Life, y Daniel Boone (NBC, 1966, con Fess Parker). Su último papel fue el de Dorothy Vetry en el film de ciencia ficción rodado en 1968 The Bamboo Saucer, protagonizado por Dan Duryea y John Ericson.
Nan Leslie se casó en dos ocasiones. Sus maridos fueron Charles Pawley (1915-1975), con quien estuvo casado desde 1949 hasta 1960, y Albert Jason Coppage (1920-1990), con quien vivió desde 1968 hasta la muerte de él en San Juan Capistrano, California. La actriz vivió sus últimos años en Mission Viejo (California). Falleció en 2000 a causa de una neumonía, en San Juan Capistrano. Tenía setenta y cuatro años de edad.